# Brasiléia (ort)
Brasiléia är en ort i delstaten Acre i nordvästra Brasilien. Den är huvudort i en kommun med samma namn och folkmängden uppgick till cirka 14 000 invånare vid folkräkningen 2010. Brasiléia är belägen längs Acrefloden vid gränsen mot Bolivia, strax norr om staden Cobija. I sydost ligger den brasilianska grannorten Epitaciolândia.